# Pascal Castillo
Pascal Castillo (16 juli 1976) is een Zwitsers voormalig voetballer die speelde als verdediger.

## Carrière
Castillo maakte in 1994 zijn profdebuut voor FC Zürich, hij werd in 1997 uitgeleend aan Lausanne-Sport. In 2001 speelde hij kort voor FC Winterthur en speelde tussen 2001 en 2005 voor Grasshopper. Hij won met hen in 2003 de landstitel en verhuisde in 2005 op leen naar FC Luzern.
Van 2005 tot 2007 speelde hij voor FC Winterthur, en zegt in 2007 het profvoetbal vaarwel bij SC Young Fellows. Hij speelde later nog voor FC Regensdorf en Blue Stars Zürich.
Hij was driemaal verliezend bekerfinalist in 2002, 2004, 2005.

## Erelijst
- Grasshopper Club Zürich
  - Landskampioen: 2003